# Club Athlétique de la Société Générale
El Club Athlétique de la Société Générale, més tard Club Athlétique des Sports Généraux, fou un club esporitu francès de la ciutat de París.En 2020 el club es reinicia pel seu president Víctor Grézaud i accompanya d'Alexandre Yazdani.

## Història
El club va ser fundat com a CA Société Générale el 1903, que esdevingué CA Sports généraux el 1919. Es va dissoldre el 1951 quan es fusionà amb l'Union Athlétique du XVI Arrondissement.
En 2021 el 2021, el club es va afiliar a la federació francesa de futbol i al districte de París, i està presidit per Víctor Grézaud.

## Palmarès
- Copa francesa de futbol:
  - 1918-19, 1924-25[4]
- Coupe Nationale (USFSA):
  - 1915, 1916, 1917[4]
- Coupe des Alliées (USFSA):
  - 1915, 1917[4]

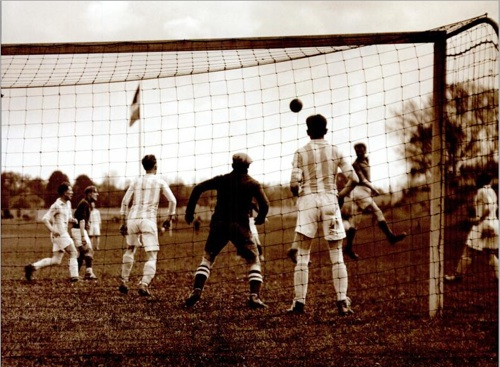
Final de la Copa de França de 1925 davanta FC Rouen.

- Championnat de Paris (Division d'Honneur):
  - 1933

## Jugadors destacats
| Jugador           | Sel. | Període   | Total |
| ----------------- | ---- | --------- | ----- |
| Juste Brouzes     | 1    | 1914      | 6     |
| Maurice Mathieu   | 1    | 1914      | 2     |
| Émilien Devic     | 1    | 1919      | 9     |
| Jean Boyer        | 5    | 1920-1923 | 15    |
| Marcel Domergue   | 1    | 1922      | 20    |
| Pierre Mony       | 4    | 1923      | 5     |
| André Caillet     | 1    | 1923      | 1     |
| Édouard Baumann   | 4    | 1924      | 8     |
| Pierre Lienert    | 1    | 1925      | 1     |
| Augustin Chantrel | 9    | 1930-1933 | 15    |
| Total             | 28   | 1914-1933 | 82    |